# Кушкине
Ку́шкине — село в Україні, у Березівській сільській громаді Шосткинського району Сумської області. Населення становить 3 осіб.

## Географія
Село Кушкине розташоване на відстані 2 км від лівого берегу річки Есмань.
Село оточене великим лісом (дуб, сосна).

## Історія
12 червня 2020 року, відповідно до розпорядження Кабінету Міністрів України № 723-р «Про визначення адміністративних центрів та затвердження територій територіальних громад Сумської області», село увійшло до складу Березівської сільської громади.
19 липня 2020 року, в результаті адміністративно-територіальної реформи та ліквідації Глухівського району, село увійшло до складу новоутвореного Шосткинського району.